# Tavigliano
Tavigliano est une commune italienne de la province de Biella, dans la région Piémont.

## Administration
| Période                                  | Période | Identité | Étiquette | Qualité |
| ---------------------------------------- | ------- | -------- | --------- | ------- |
|                                          |         |          |           |         |
| Les données manquantes sont à compléter. |         |          |           |         |

### Hameaux
Pratetto, Vincio, Causso, Orecchia et Sella

### Communes limitrophes
Andorno Micca, Bioglio, Callabiana, Pettinengo, Piedicavallo, Rassa, Sagliano Micca, Selve Marcone, Veglio